# Ma trận: Tái lập
Ma trận: tái lập (tựa tiếng Anh:The Matrix Reloaded) là một bộ phim khoa học viễn tưởng, hành động của Mỹ ra mắt năm 2003 do chị em Wachowski viết kịch bản, và sản xuất bởi Joel Silver. Đây là phần tiếp theo của Ma trận, và là phần thứ hai trong loạt phim The Matrix. Phim được công chiếu vào ngày ngày 7 tháng 5 năm 2003, tại Westwood, Los Angeles, California, và được phát hành rộng rãi trên toàn thế giới bởi Warner Bros. vào ngày 15 tháng 3 năm 2003, bộ phim cũng được công chiếu không canh tranh tại Liên hoan phim Cannes 2003. Các trò chơi video Enter the Matrix và The Animatrix, đã hỗ trợ và mở rộng cốt truyện của bộ phim.
Bộ phim đã nhận được đánh giá tích cực từ các nhà phê bình và thu về 741.8 triệu Đô la Mỹ trên toàn thế giới, phá vỡ kỷ lục của Kẻ hủy diệt 2: Ngày phán xét (Terminator 2: Judgment Day) trước đó và trở thành bộ phim được xếp hạng R có doanh thu cao nhất mọi thời đại cho đến khi bị Deadpool vượt mặt vào năm 2016. Phần tiếp theo của loạt phim là Ma Trận: Những cuộc Cách Mạng (The Matrix Revolutions) được phát hành 6 tháng sau đó, vào tháng 11 năm 2003.

## Nội dung
Lấy mốc thời gian sáu tháng sau sự kiện của Ma Trận, Morpheus nhận được lời nhắn từ Tàu trưởng Niobe của tàu Logos, thông báo về một đợt tấn công của đội quân máy Sentinels tới Zion trong vòng 72 giờ tới. Một cuộc họp được các tàu trưởng tổ chức bí mật trong Ma Trận, nhưng cuộc họp bị gián đoạn bởi đám đặc vụ tuần tra. Sau Neo khi đánh bại đám mật vụ để giúp đồng đội bỏ trốn, Morpheus sắp xếp một tàu ở lại do thám Ma Trận và thành viên con tàu này sau đấy bi Smith tấn công.
Sau khi rút về Zion nghỉ ngơi, Morpheus và thành viên tàu Nebuchadnezzar tiếp tục xâm nhập vào Ma Trận, đến địa chỉ mới của Oracle, Neo gặp vệ sĩ của bà là Seraph, được anh ta dẫn theo các "cửa hậu" (backdoor) đến chỗ Oracle. Sau khi chỉ điểm cho Neo về Mã nguồn (Source) và Thợ làm khóa (The Keymaker), Oracle cùng Seraph bỏ đi, Neo ở lại và chạm trán đặc vụ Smith. Khi chứng kiến Smith lúc này không liên kết với Ma Trận, và có thể chép đè bản thân lên các chương trình khác để tự nhân bản, Neo không cầm cự được nên phải bỏ đi.
Theo chỉ dẫn, Morpheus, Trinity, Neo đến tìm Merovingian để gặp Thợ làm khóa, nhưng không được tên này đáp ứng. Vợ của Merovingian là Persephone bí mật giúp ba người và bị Merovingian phát hiện, sau đấy Morpheus và Trinity cùng Thợ làm khóa bị người của Merovingian và đám đặc vụ truy đuổi. Sau khi Neo cứu được Morpheus và Thợ làm khóa, thành viên các tàu Nebuchadnezzar, Vigilant, và Logos lên kế hoạch giúp Neo xâm nhập vào Mã nguồn để tìm Kiến trúc sư.
Nhờ sự hy sinh của Thợ làm khóa mà Neo đã vào được Mã Nguồn, nhưng Kiến trúc sư bắt anh phải lựa chọn hoặc tạm dừng cuộc chiến để tái nạp lại Ma Trận và tiêu diệt gần hết Zion, hoặc tiếp tục cuộc chiến trong vô vọng. Neo đã chọn tiếp tục, đồng thời thoát khỏi Mã nguồn và cứu Trinity lúc này đang gặp nguy hiểm. Sau đó Neo và đồng đội thoát khỏi Ma Trận, ở thế giới thực, Nebuchadnezzar bị tấn công, các thành viên bị Sentinels truy đuổi; khi vào tình thế hiểm nghèo, Neo đã bộc phát siêu năng lực làm vô hiệu đám máy móc và bất tỉnh. Họ được tàu Hammer cứu, Neo được đưa đi chữa trị với tình trạng như người đang có kết nối với Ma Trận, tàu Hammer cũng cứu được một thành viên của tàu khác có tên lad Bane, thực chất thần kinh của tên này đang bị bản sao của Smith chiếm đoạt.

## Diễn viên
- Keanu Reeves vai Neo
- Laurence Fishburne vai Morpheus
- Carrie-Anne Moss vai Trinity
- Hugo Weaving vai Agent Smith
- Jada Pinkett Smith vai Niobe
- Harold Perrineau vai Link
- Randall Duk Kim vai Keymaker
- Gloria Foster vai The Oracle
- Monica Bellucci vai Persephone
- Lambert Wilson vai The Merovingian
- Helmut Bakaitis vai Architect
- Neil và Adrian Rayment vai Twins
- Daniel Bernhardt vai Agent Johnson
- Leigh Whannell vai Axel
- Collin Chou vai Seraph
- Nona Gaye vai Zee
- Gina Torres vai Cas
- Donald Anjaya Batte vai Vector
- Anthony Zerbe vai Councillor Hamann
- Roy Jones Jr. vai Captain Ballard
- David A. Kilde vai Agent Jackson
- Matt McColm vai Agent Thompson
- Harry Lennix vai Commander Lock
- Cornel West vai Councillor West
- Steve Bastoni vai Captain Soren
- Anthony Wong vai Ghost
- Ian Bliss vai Bane

Nhân vật Zee ban đầu do Aaliyah thủ vai, nhưng cô đã chết trong một vụ tai nạn máy bay vào ngày 25 tháng 8 năm 2001, trước khi quá trình quay phim hoàn tất, vì vậy yêu cầu các cảnh của cô trước đây phải được quay lại với Nona Gaye.

## Sản xuất

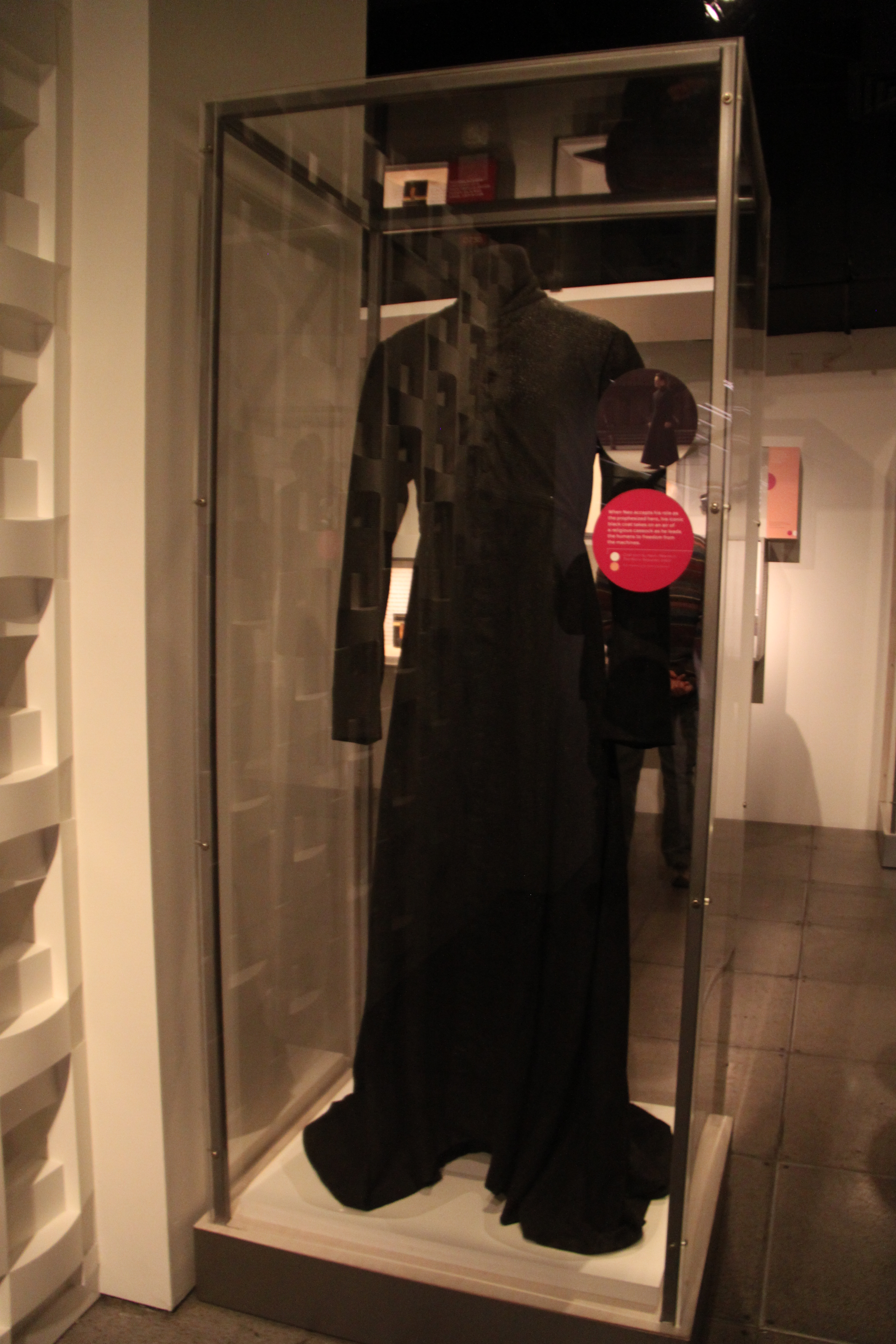
Biểu tượng của khoa học viễn tưởng - Matrix, áo khoác của Neo (15815781261)

### Kiểm duyệt
Ban đầu, bộ phim bị cấm ở Ai Cập vì nội dung bạo lực và bởi vì nó đưa ra các vấn đề nghi vấn về sự sáng tạo của con người, "có liên quan đến ba nhánh tôn giáo thần thánh."